# 水晶男孩影視作品列表
水晶男孩影視作品列表主要列舉韓國男子音樂組合水晶男孩自1997年出道至今的影視作品，內容包括成員演出之專屬節目、電視節目主持、綜藝節目、網絡節目、電視劇、紀錄片、電影、廣播電台節目等資訊。

## 專屬節目
| 播出日期                 | 頻道                              | 節目名稱                                      | 集數 | 出演成員                                | 備註                                      |
| 2017年9月1日－9月29日    | KT Olleh TV                       | 《水晶男孩 無本質青春旅行——濟州島篇》         | 7    | 殷志源、李宰鎮、金在德、 姜成勳、張水院 | 每週二、五播出一集，9月29日播出未公開片段 |
| 2017年12月13日－12月27日 | KT Olleh TV                       | 《水晶男孩 無本質青春旅行 SEASON 2》          | 7    | 殷志源、李宰鎮、金在德、 姜成勳、張水院 | 每週一、三、五播出一集                    |
| 2018年9月4日－10月4日    | KT Olleh TV                       | 《G-WALK（殷志源 X J-WALK）的心動NICE SHOT!》 | 10   | 殷志源、金在德、張水院                  | 每週二、四播出一集                        |
| 2019年4月15日－5月16日   | KT Olleh TV                       | 《水晶男孩，在峇里島的大小事》                | 10   | 殷志源、李宰鎮、 金在德、張水院         | 每週一、四播出一集                        |
| 2020年1月31日－2月21日   | YouTube上的SECHSKIES頻道          | 《SECHSKIES FOR YOU》                         | 4    | 殷志源、李宰鎮、 金在德、張水院         | 每週五播出一集                            |
| 2020年4月15日－4月30日   | Seezn                             | 《SECHKY娛樂館》                              | 6    | 殷志源、李宰鎮、 金在德、張水院         | 每週三、四播出一集                        |
| 2020年5月15日－7月24日   | tvN、YouTube上的Channel十五夜頻道 | 《三時四餐》                                  | 11   | 殷志源、李宰鎮、 金在德、張水院         | 每週五播出一集                            |
| 2021年1月22日－2月19日   | tvN、YouTube上的Channel十五夜頻道 | 《不要回頭看》                                | 4    | 殷志源、李宰鎮、 金在德、張水院         | 每週五播出一集                            |
| 2021年4月24日－5月29日   | Seezn                             | 《尋找SECH KEY吧》                            | 6    | 殷志源、李宰鎮、 金在德、張水院         | 每週六播出一集                            |

## 綜藝節目（1997年－2000年）

### 主持
| 播出日期                     | 電視台 | 節目名稱             | 出演成員 | 備註                       |
| 1997年4月26日                | MBC    | 《人氣歌謠BEST 50》  | 全員     | Special VJ                 |
| 1997年6月14日                | MBC    | 《人氣歌謠BEST 50》  | 全員     | Special VJ                 |
| 1997年6月21日－10月18日      | KMTV   | 《Show! Music Tank》 | 全員     | 第9代主持                  |
| 1997年7月20日－10月5日       | SBS    | 《I Love Comedy》    | 全員     | 固定輔助MC                 |
| 1997年8月2日                 | MBC    | 《人氣歌謠BEST 50》  | 全員     | Special VJ                 |
| 1997年8月16日                | MBC    | 《人氣歌謠BEST 50》  | 全員     | Special VJ                 |
| 1997年8月23日                | MBC    | 《人氣歌謠BEST 50》  | 全員     | Special VJ                 |
| 1997年8月23日                | KMTV   | 《Big Star Show》    | 李宰鎮   | MC                         |
| 1997年9月6日                 | MBC    | 《人氣歌謠BEST 50》  | 全員     | Special VJ                 |
| 1997年12月29日－1998年1月3日 | KMTV   | 《歌謠本部》         | 全員     | 單元VJ                     |
| 1998年5月16日                | MBC    | 《Music Camp》       | 全員     | 「Camp Chart Best 10」主持 |
| 1999年1月23日                | MBC    | 《Music Camp》       | 全員     | 「Camp Chart Best 10」主持 |

### 固定出演
| 播出日期              | 電視台 | 節目名稱                                | 出演成員 | 備註             |
| 1997年7月5日－9月27日 | KBS2   | 《微笑的日子 好日子——Sechky的學園別曲》 | 全員     | E01－E12＋NG片段 |

### 嘉賓出演
| 播出日期                 | 電視台 | 節目名稱                         | 出演成員 | 備註                                          |
| 1997年6月17日            | KBS2   | 《TV Date》                      | 全員     | 與水晶男孩約會                                |
| 1997年6月20日            | SBS    | 《充電100%Show》                 | 全員     | Fashion Show                                  |
| 1997年7月13日            | SBS    | 《李文世的Live》                 | 全員     | 主題實驗                                      |
| 1997年7月16日            | KBS1   | 《Event Show》                   | 全員     | 3對6籃球賽                                    |
| 1997年7月27日            | SBS    | 《李文世的Live》                 | 全員     |                                               |
| 1997年8月1日             | SBS    | 《Summer Star Big Bang Show》    | 全員     | 人氣歌手夏季特輯                              |
| 1997年8月2日             | KBS2   | 《星期六全員出發》               | 全員     | 水中芭蕾大會                                  |
| 1997年8月23日            | KMTV   | 《Big Star Show》                | 全員     | 夏季特輯                                      |
| 1997年9月25日            | SBS    | 《Show Theme Park》              | 全員     | Stress 壓力指數公開                           |
| 1997年10月24日           | SBS    | 《充電100%Show》                 | 全員     | 休息期採訪                                    |
| 1997年10月30日           | KBS2   | 《演藝家中介》                   | 全員     | E706 正規二輯錄音現場                         |
| 1997年11月5日            | MBC    | 《奔跑吧同齡朋友》               | 全員     | 明星與歌曲旅行                                |
| 1997年11月15日           | KBS2   | 《星期六全員出發》               | 全員     | Sechky的真摯對決                              |
| 1997年11月22日           | SBS    | 《我們快樂的星期六》             | 全員     | E195 明星這樣子還是第一次（姜成勳隱藏攝像機） |
| 1997年11月23日           | SBS    | 《Time Capsule大作戰》           | 全員     | 馬拉松體驗                                    |
| 1997年11月30日           | KBS2   | 《Super Sunday》                 | 全員     | 戰勝自己——大象訓練                            |
| 1997年11月30日           | MBC    | 《星期天星期天晚上——票選電視劇》 | 全員     | 友情出演                                      |
| 1997年12月16日－12月23日 | SBS    | 《Game Show High Five》          | 全員     | 迷你紀錄片時間                                |
| 1997年                   | SBS    | 《我們快樂的星期六》             | 全員     | 特種狗仔隊（團體隱藏攝像機、宣傳演唱會）      |
| 1997年                   | MBC    | 《星期天星期天晚上——李敬揆走了》 | 全員     |                                               |
| 1997年                   | KBS2   | 《Super Sunday》                 | 全員     | 女裝隱藏攝像機                                |
| 1997年                   | KBS2   | 《Dream Studio》                 | 全員     |                                               |
| 1997年/1998年            | KBS2   | 《星期六全員出發》               | 全員     | 製造幸福 水晶男孩                             |
| 1997年/1998年            | KBS2   | 《星期六全員出發》               | 全員     | 98新年願望Best5                               |

| 播出日期               | 電視台 | 節目名稱                              | 出演成員       | 備註                                                                   |
| 1998年1月1日           | SBS    | 《98明星預感》                        | 全員           | 98年人氣預感單元                                                       |
| 1998年1月1日           | MBC    | 《見面就是好朋友》                    | 全員           | 奇人列傳挑戰                                                           |
| 1998年1月5日           | MBC    | 《金國鎮的明星紀錄片》                | 全員           | E30 水晶男孩篇 Sechky的6大願望                                         |
| 1998年1月11日          | SBS    | 《Time Capsule大作戰》                | 全員           | Fan Service Day                                                        |
| 1998年1月17日－1月24日 | SBS    | 《我們快樂的星期六》                  | 全員           | E203 特種狗仔隊 E204 明星這樣子還是第一次 （金在德、高志鎔隱藏攝像機） |
| 1998年1月26日          | SBS    | 《充電100%Show》                      | 全員           | 宣傳演唱會                                                             |
| 1998年1月21日          | SBS    | 《李洪烈Show》                        | 全員           | Cocktail Talk                                                          |
| 1998年2月7日           | SBS    | 《我們快樂的星期六》                  | 全員           | E206 特種狗仔隊                                                        |
| 1998年3月7日           | SBS    | 《創造徐世源的美好世界》              | 全員           | ADAM的演藝檔案                                                         |
| 1998年7月9日           | KBS2   | 《演藝家中介》                        | 全員           | E742 宣傳正規三輯                                                      |
| 1998年7月11日          | SBS    | 《我們快樂的星期六》                  | 全員           | E228 明星這樣子還是第一次（殷志源隱藏攝像機）                          |
| 1998年7月18日          | SBS    | 《Funny Funny》                       | 全員           | 水晶男孩Special                                                        |
| 1998年                 | SBS    | 《韓善敎的美好早晨》                  | 全員           | 宣傳電影《Seventeen》                                                  |
| 1998年7月24日          | MBC    | 《暑假特輯——阿里巴巴與四十大盜》      | 全員           | 音樂劇《阿里巴巴與四十大盜》重播                                       |
| 1998年8月13日          | KBS2   | 《Quiz探險 神秘的世界》               | 全員           | 暑假特輯                                                               |
| 1998年8月16日          | MBC    | 《星期天星期天晚上——聚集吧 是金國鎮》 | 全員           | 拔河比賽                                                               |
| 1998年8月29日          | MBC    | 《Show! 特級星期六》                  | 全員           | 特輯Event! 笨豬跳大會                                                  |
| 1998年9月4日           | KBS2   | 《TV承載愛》                          | 全員           | 宣傳正規三輯 水晶男孩殷志源的「想見的老師」                            |
| 1998年9月5日           | SBS    | 《創造徐世源的美好世界》              | 全員           | 幼稚園的來信                                                           |
| 1998年9月12日          | MBC    | 《GO! 我們的天國》                    | 全員           | 小水晶男孩選拔                                                         |
| 1998年9月13日          | MBC    | 《星期天星期天晚上——聚集吧 是金國鎮》 | 全員           | 坐肩膀角力比賽                                                         |
| 1998年10月2日          | SBS    | 《黃樹寬的好奇心天國》                | 全員           | 所有噁心的東西                                                         |
| 1998年10月3日          | KBS1   | 《愛的Request》                       | 全員           | 中秋特輯                                                               |
| 1998年10月25日         | KBS2   | 《Super TV 快樂星期天》               | 全員           | 男女拳擊對決                                                           |
| 1998年10月27日         | Mnet   | 《主題日》                            | 全員           | E01 考生日                                                             |
| 1998年                 | 阿里郎 | 《Pops in Seoul》                     | 全員           | Star Date——宣傳正規三輯                                                |
| 1998年                 |        | 《特級Date》                          | 全員           | 宣傳正規三輯                                                           |
| 1998年                 | KBS2   | 《Super Sunday》                      | 全員           | 宣傳正規三輯                                                           |
| 1998年                 | Mnet   | 《歌謠發電所》                        | 全員           | 宣傳正規三輯                                                           |
| 1998年11月7日          | MBC    | 《Show! 特級星期六》                  | 全員           | 明星常客                                                               |
| 1998年11月19日         | KBS2   | 《演藝家中介》                        | 金在德、高志鎔 | E761 參加高考的明星們同行採訪                                          |
| 1998年11月29日         | MBC    | 《星期天星期天晚上——尋找寶藏》        | 全員           | 幼稚園裡的人氣明星                                                     |
| 1998年11月29日         | KBS2   | 《Super TV 快樂星期天》               | 全員           | 校園影像歌謠——冰上舞蹈                                                 |
| 1998年12月5日          | SBS    | 《我們快樂的星期六》                  | 全員           | E249 明星這樣子還是第一次（姜成勳隱藏攝像機）                          |
| 1998年12月6日          | EBS1   | 《獎學Quiz》                          | 全員           | E100 與名人一組                                                        |
| 1998年12月20日         | KBS2   | 《Super TV 快樂星期天》               | 全員           | Super Special——藝人單板滑雪大賽                                        |
| 1998年12月28日         | SBS    | 《送年特輯——98 Big Star名場面》       | 全員           | Big Star NG名場面                                                      |
| 1998年12月30日         | KBS2   | 《校園最強戰》                        | 全員           | 追趕水晶男孩                                                           |
| 1998年                 | SBS    | 《Star Paparazzi遊戲廳》              | 全員           |                                                                        |
| 1998年                 | SBS    | 《我們快樂的星期六》                  | 全員           | Special Music Drama－Come On Sechky                                    |
| 1998年                 | Mnet   | 《歌謠發電所》                        | 全員           | 宣傳3.5輯                                                              |

| 播出日期       | 電視台 | 節目名稱                   | 出演成員 | 備註                                                              |
| 1999年1月16日  | KBS1   | 《愛的Request》            | 全員     | E55                                                               |
| 1999年4月7日   | KMTV   | 《歌謠本部》               | 全員     | Star Review                                                       |
| 1999年9月4日   | KBS2   | 《星期六全員出發》         | 全員     | 水晶男孩Special——台灣的日子                                       |
| 1999年9月6日   | KBS2   | 《STAR DATE 最佳的見面》   | 全員     | 尋找Sechky的理想型、尋找最佳的粉絲                                |
| 1999年9月8日   | Mnet   | 《歌謠發電所2000》         | 全員     | 宣傳正規四輯                                                      |
| 1999年9月11日  | SBS    | 《我們快樂的星期六》       | 全員     | E289 Sechky Special－Sechky的出色表現、想要再次看到的名場面Best 3 |
| 1999年10月8日  | 阿里郎 | 《Pops in Seoul》          | 全員     | Star Date——宣傳正規四輯                                           |
| 1999年11月2日  | KBS2   | 《徐世源Show》             | 全員     | 星期二晚上的特別見面——六顆水晶 水晶男孩                           |
| 1999年11月13日 | SBS    | 《Big Star 5》             | 全員     |                                                                   |
| 1999年11月13日 | KBS1   | 《愛的Request》            | 全員     | E98                                                               |
| 1999年11月27日 | KBS1   | 《愛的Request》            | 全員     | E100                                                              |
| 1999年12月9日  | SBS    | 《深夜TV演藝》             | 全員     | E252 南北韓歌手聯合公演                                           |
| 1999年12月31日 | SBS    | 《Vision 2000, Show 2000》 | 全員     | 迎接千禧年特輯                                                    |

## 綜藝節目（2016年至今）

### 主持
| 播出日期                 | 頻道                         | 節目名稱                   | 出演成員 | 備註                                |
| 2016年7月1日－10月7日    | 東亞TV                       | 《介紹美食店的男人》       | 金在德   | E01－E13                            |
| 2017年3月26日－6月2日    | tvN                          | 《共助7》                  | 殷志源   | E01－E10                            |
| 2017年11月29日           | MBC                          | 《黃金漁場 Radio Star》    | 殷志源   | E545 離家出走特輯（Special MC）     |
| 2018年2月23日－5月19日   | Channel A                    | 《千萬Holic，Coming Soon》 | 殷志源   | E01－E13                            |
| 2018年6月25日－8月20日   | SBS funE、SBS MTV、 SBS Plus | 《School Attack 2018》     | 殷志源   | E01－E08                            |
| 2018年7月26日－9月28日   | MBN                          | 《Cart Show 2》            | 殷志源   | E13－E22                            |
| 2018年10月5日－10月12日  | MBN                          | 《Cart Show 2》            | 張水院   | E23－E24 越南特輯（特別MC）         |
| 2018年10月22日－11月12日 | SBS funE、SBS MTV            | 《School Attack 2018》     | 殷志源   | E09－E12                            |
| 2020年1月22日            | MBC                          | 《黃金漁場 Radio Star》    | 殷志源   | E653 聽見你的聲音特輯（Special MC） |
| 2020年3月15日            | SBS                          | 《我家的熊孩子》           | 殷志源   | E181（特別MC）                      |

| 播出日期                     | 頻道 | 節目名稱                     | 出演成員 | 備註           |
| 2022年6月6日                 | SBS  | 《同床異夢2 - 你是我的命運》 | 張水院   | E248（特別MC） |
| 2022年6月27日                | SBS  | 《同床異夢2 - 你是我的命運》 | 高志鎔   | E251（特別MC） |
| 2022年8月26日－2023年1月13日 | tvN  | 《看我的肩膀，都要脫臼了》   | 殷志源   | E00－E13       |
| 2022年10月31日－12月18日     | MBN  | 《火熱的告別》               | 殷志源   | E01－E06       |

### 固定出演
| 播出日期                      | 頻道      | 節目名稱                      | 出演成員       | 備註                   |
| 2016年4月22日－6月17日        | tvN       | 《新西遊記2》                 | 殷志源         | E01－E09               |
| 2016年4月27日－6月22日        | tvN       | 《Let's GO 時間探險隊3》      | 張水院         | E01－E09               |
| 2016年5月4日－7月20日         | K-Star    | 《真實的帥氣的》              | 張水院         | E01－E12               |
| 2016年6月5日－8月21日         | JTBC      | 《天下壯士》                  | 殷志源         | E01－E12               |
| 2016年9月5日－11月21日        | SBS       | 《花樣旅行》                  | 殷志源、李宰鎮 | E01－E12               |
| 2016年10月12日－10月21日      | JTBC      | 《本月的活動王》              | 張水院         | E01－E02               |
| 2017年1月1日－2019年6月2日    | KBS2      | 《超人回來了》                | 高志鎔         | E163－E280             |
| 2017年1月8日－3月12日         | tvN       | 《新西遊記3》                 | 殷志源         | E01－E09＋導演版       |
| 2017年6月13日－8月22日        | tvN       | 《新西遊記4》                 | 殷志源         | E01－E10＋導演版       |
| 2017年12月5日－2018年1月9日   | tvN       | 《姜食堂》                    | 殷志源         | E01－E05＋導演版       |
| 2018年5月5日－10月27日        | MBC       | 《意外的Q》                   | 殷志源         | E01－E25               |
| 2018年9月30日－10月28日       | tvN       | 《新西遊記5》                 | 殷志源         | E01－E05               |
| 2018年10月28日－12月2日       | tvN       | 《新西遊記6》                 | 殷志源         | E00－E05＋導演版       |
| 2018年11月24日－2019年1月12日 | JTBC      | 《團結才能火2》               | 殷志源         | E05－E11               |
| 2019年4月7日－6月23日         | JTBC      | 《K-POP CHALLENGE <Stage K>》 | 殷志源         | E01－E11（K-Leader）   |
| 2019年5月31日－7月5日         | tvN       | 《姜食堂2》                   | 殷志源         | E01－E06               |
| 2019年4月27日－7月13日        | MBN       | 《訓MAN正音》                 | 殷志源         | E01－E12               |
| 2019年5月23日－9月19日        | TV朝鮮    | 《戀愛的滋味2》               | 張水院         | E01－E16（演播室成員） |
| 2019年6月8日－8月17日         | tvN       | 《高校供餐王》                | 殷志源         | E01－E11               |
| 2019年6月16日－9月8日         | JTBC      | 《完美搭檔》                  | 殷志源         | E01－E13               |
| 2019年7月5日－8月2日          | tvN       | 《姜食堂3》                   | 殷志源         | E00－E04               |
| 2019年8月3日－2020年1月27日   | MBN       | 《自然地》                    | 殷志源         | E01－E26               |
| 2019年9月20日－11月22日       | tvN       | 《去冰島的三餐》              | 殷志源         | E01－E10               |
| 2019年10月24日－12月19日      | TV朝鮮    | 《戀愛的滋味3》               | 張水院         | E01－E08（演播室成員） |
| 2019年10月25日－2020年1月3日  | tvN       | 《新西遊記7》                 | 殷志源         | E01－E11               |
| 2019年12月21日－2020年3月21日 | Channel A | 《搭飛機去2》                 | 殷志源         | E01－E12               |
| 2020年1月10日－3月27日        | tvN       | 《星期五星期五晚上》          | 殷志源         | E01－E10＋導演版       |
| 2020年1月26日－5月17日        | MBC       | 《物以類聚》                  | 殷志源         | E01－E17               |
| 2020年10月9日－12月18日       | tvN       | 《新西遊記8》                 | 殷志源         | E01－E10＋導演版       |
| 2020年12月12日－12月26日      | tvN       | 《薛民錫的赤裸世界史》        | 殷志源         | E01－E03               |

| 播出日期               | 頻道      | 節目名稱                  | 出演成員 | 備註                   |
| 2021年1月30日－3月27日 | tvN       | 《赤裸的世界史》          | 殷志源   | E04－E12               |
| 2021年6月1日－9月21日  | tvN       | 《赤裸的世界史》          | 殷志源   | E13－E28               |
| 2022年1月4日－至今     | tvN       | 《赤裸的世界史》          | 殷志源   | E29－至今              |
| 2022年1月31日－5月16日 | tvN       | 《All桌球啊！》           | 殷志源   | E01－E16               |
| 2022年2月5日－4月16日  | Mnet、tvN | 《看見你的聲音9》         | 殷志源   | E02－E12（音痴搜查隊） |
| 2022年4月17日－9月18日 | SBS       | 《家師父一體》            | 殷志源   | E216－E238             |
| 2023年1月1日－4月23日  | SBS       | 《家師父一體2》           | 殷志源   | E01－E16               |
| 2023年1月26日－2月9日  | SBS       | 《奇怪國家的地獄法庭》    | 殷志源   | E01－E03               |
| 2023年3月22日－至今    | SBS       | 《結伙072第5季 勝負師們》 | 殷志源   | E01－至今              |

### 嘉賓出演
| 播出日期                 | 頻道          | 節目名稱                           | 出演成員                                | 備註                                                   |
| 2016年4月16日－4月30日   | MBC           | 《無限挑戰》                       | 全員                                    | E476－E478 六六歌第二季 水晶男孩特輯                   |
| 2016年5月12日            | MBC           | 《能力者們》                       | 殷志源、姜成勳                          | E25 水晶男孩能力者                                     |
| 2016年5月27日            | Channel A     | 《給狗糧的男人》                   | 金在德                                  | E24                                                    |
| 2016年6月1日             | MBC           | 《黃金漁場 Radio Star》            | 殷志源、李宰鎮、金在德、 姜成勳、張水院 | E480 Oh~Love~我愛Sechky特輯                            |
| 2016年6月6日－6月13日    | JTBC          | 《拜託了冰箱》                     | 張水院                                  | E82－E83                                               |
| 2016年6月8日             | OnStyle       | 《Get It Beauty》                  | 張水院                                  | E19                                                    |
| 2016年6月9日             | Olive         | 《今天吃什麼》                     | 張水院                                  | E160                                                   |
| 2016年6月10日            | KBS2          | 《柳喜烈的寫生簿》                 | 殷志源、李宰鎮、金在德、 姜成勳、張水院 | E323                                                   |
| 2016年6月12日            | XTM           | 《The BUNKER》                     | 金在德                                  | E11                                                    |
| 2016年6月12日－6月19日   | SBS           | 《Fantastic Duo》                  | 殷志源、李宰鎮、金在德、 姜成勳、張水院 | E09－E10 哥哥們回來了                                  |
| 2016年6月13日            | JTBC          | 《非首腦會談》                     | 金在德                                  | E102 越幸福越擔心的我，是不正常的嗎？                  |
| 2016年6月15日            | tvN           | 《周三美食匯》                     | 金在德                                  | E70                                                    |
| 2016年6月23日            | OnStyle       | 《明星義賣》                       | 金在德                                  | E14                                                    |
| 2016年6月26日－7月3日    | MBC           | 《神秘音樂秀：蒙面歌王》           | 姜成勳                                  | E65－E66 第三十三代蒙面歌王 （面具名：美好夜晚奧斯卡） |
| 2016年6月29日            | OnStyle       | 《Get It Beauty》                  | 金在德                                  | E22                                                    |
| 2016年6月30日            | KBS           | 《Happy Together 3》               | 金在德                                  | E455 我們是什麼關係呢？                                |
| 2016年7月2日             | KBS           | 《演藝家中介》                     | 姜成勳                                  | E1631 演藝圈小小的好奇心>冷凍藝人                      |
| 2016年7月8日             | MTV           | 《我愛偶像》                       | 姜成勳                                  | 韓國偶像始祖 水晶男孩效應                              |
| 2016年7月9日             | KBS           | 《戰鬥旅行》                       | 金在德                                  | E13 江原道 vs 釜山                                     |
| 2016年7月21日            | Olive         | 《今天吃什麼》                     | 張水院                                  | E172                                                   |
| 2016年8月15日            | Olive         | 《今天吃什麼》                     | 金在德                                  | E179                                                   |
| 2016年8月24日－9月14日   | Mnet          | 《Hit The Stage》                  | 金在德                                  | E05－E08 Uniform（藝人評審）                           |
| 2016年8月26日－9月2日    | MBC           | 《二重唱歌謠祭》                   | 姜成勳                                  | E19－E20                                               |
| 2016年9月7日             | OnStyle       | 《Get It Beauty》                  | 姜成勳                                  | E28                                                    |
| 2016年9月15日            | KBS           | 《九拉車車Time Slip－新少年》      | 殷志源                                  | 試播                                                   |
| 2016年9月17日            | KBS           | 《演藝家中介》                     | 殷志源、李宰鎮、金在德、 姜成勳、張水院 | E1639 水晶男孩演唱會                                   |
| 2016年9月23日－11月11日  | SBS           | 《我家的熊孩子》                   | 金在德                                  | E04、E06、E08－E09、E11                                |
| 2016年10月29日           | OnStyle       | 《Laundry Day》                    | 金在德                                  | E02                                                    |
| 2016年11月20日           | SBS           | 《Running Man》                    | 殷志源、李宰鎮、金在德、 姜成勳、張水院 | E326 飯盜賊競賽                                        |
| 2016年11月30日           | MBC           | 《黃金漁場 Radio Star》            | 殷志源、李宰鎮、金在德、 姜成勳、張水院 | E503 現在，這裡，我們，RS...四個詞特輯                 |
| 2016年12月7日－12月14日  | MBC every1    | 《Weekly Idol》                    | 殷志源、李宰鎮、金在德、 姜成勳、張水院 | E280－E281                                             |
| 2016年12月22日           | KBS Joy       | 《Doctor House》                   | 張水院                                  | E01                                                    |
| 2016年12月23日           | MTV           | 《我愛偶像》                       | 張水院                                  | 韓國直擊 元祖偶像水晶男孩 張水院                       |
| 2016年12月28日           | tvN           | 《我所剩下的48小時》               | 張水院                                  | E05                                                    |
| 2017年1月4日－1月11日    | tvN           | 《我所剩下的48小時》               | 張水院、金在德                          | E06－E07                                               |
| 2017年2月8日             | MTV           | 《我愛偶像》                       | 張水院                                  | 永遠的水晶男孩 帶你品嚐張水院歐爸的餐廳囉!!            |
| 2017年2月10日－8月27日   | SBS           | 《我家的熊孩子》                   | 金在德                                  | E24、E26－E28、E30、E33、E37、E39、E41、E43、E49、E51  |
| 2017年3月5日－3月19日    | SBS           | 《花樣旅行》                       | 李宰鎮                                  | E27－E29                                               |
| 2017年3月24日            | MBC           | 《我獨自生活》                     | 殷志源                                  | E197（客串嘉賓）                                       |
| 2017年5月14日            | MBC           | 《Section TV 演藝通信》            | 殷志源、李宰鎮、金在德、 姜成勳、張水院 | E878 Star ting 水晶男孩篇                              |
| 2017年5月24日            | JTBC          | 《請給一頓飯Show》                 | 殷志源、張水院                          | E32                                                    |
| 2017年5月25日－6月1日    | tvN           | 《人生酒館》                       | 殷志源、李宰鎮、金在德、 姜成勳、張水院 | E21－E22                                               |
| 2017年5月28日－6月4日    | MBC           | 《神秘音樂秀：蒙面歌王》           | 殷志源、姜成勳                          | E113－E114 第五十七代蒙面歌王（藝人評審團）            |
| 2017年6月3日－6月10日    | MBC           | 《My Little Television》           | 殷志源、李宰鎮、金在德、 姜成勳、張水院 | E100－E101                                             |
| 2017年6月10日            | MBC           | 《哥哥的想法》                     | 殷志源、李宰鎮、金在德、 姜成勳、張水院 | E04                                                    |
| 2017年6月23日            | MTV           | 《我愛偶像》                       | 張水院                                  | TOP1男子漢韓國特訓                                     |
| 2017年7月14日            | TBS TV        | 《TV書店 書聲》                    | 金在德                                  | E32 Relaybook                                          |
| 2017年8月16日－9月6日    | Olive、tvN    | 《吃貨48小時》                     | 李宰鎮、金在德、張水院                  | E27－E30 一世代傳說偶像                                |
| 2017年9月2日             | MBC           | 《無限挑戰》                       | 殷志源、金在德                          | E545 無挑之夜（下）                                    |
| 2017年10月7日            | MTV Japan     | 《YG Family Video & Live Special》 | 殷志源、李宰鎮、金在德、 姜成勳、張水院 | E01                                                    |
| 2017年10月23日－10月30日 | JTBC          | 《拜託了冰箱》                     | 金在德                                  | E152－E153                                             |
| 2017年11月1日            | tvN           | 《Albatross》                      | 張水院                                  | E08                                                    |
| 2017年11月5日            | SBS           | 《Fantastic Duo 2》                | 殷志源                                  | E31（特別舞台嘉賓）                                    |
| 2017年11月6日            | JTBC          | 《非首腦會談》                     | 高志鎔                                  | E173 每當閃電時就想儲存能源的我，是非正常嗎？          |
| 2017年11月29日－11月30日 | MBC           | 《全知干預視角》                   | 李宰鎮                                  | 試播E01－E02（演播室嘉賓及干預對象）                   |
| 2017年11月30日           | MBC           | 《全知干預視角》                   | 殷志源、金在德、 姜成勳、張水院         | 試播E02（僅於干預片段出演）                            |
| 2017年12月10日           | MBC           | 《Section TV 演藝通信》            | 殷志源、李宰鎮、金在德、 姜成勳、張水院 | E899 哥哥們的回歸 水晶男孩                             |
| 2017年12月16日           | JTBC          | 《認識的哥哥》                     | 殷志源、李宰鎮、金在德、 姜成勳、張水院 | E106 星期六星期六晚上是快樂的                          |
| 2017年12月31日           | SBS           | 《Running Man》                    | 殷志源、李宰鎮、金在德、 姜成勳、張水院 | E383 冬季奧運會                                        |
| 2018年1月9日             | MBC every1    | 《Video Star》                     | 姜成勳                                  | E79 VS介·我·朋特輯                                     |
| 2018年3月13日－4月3日    | JTBC          | 《團結才能火》                     | 殷志源                                  | E64－E67 杜拜篇                                        |
| 2018年3月23日            | Comedy TV     | 《炸雞的帝王》                     | 張水院                                  | E11                                                    |
| 2018年4月4日             | MTV           | 《我愛偶像》                       | 姜成勳                                  | SECHSKIES 水晶男孩之花 姜成勳獨家專訪                  |
| 2018年6月17日            | JTBC          | 《隱藏歌手5》                      | 殷志源、姜成勳                          | E01 Kangta篇（隱藏評審團）                             |
| 2018年6月23日            | MBC           | 《意外的Q》                        | 張水院                                  | E08 至親特輯                                           |
| 2018年8月9日             | MBN           | 《Cart Show 2》                    | 金在德、張水院                          | E15 水晶男孩特輯                                       |
| 2018年8月16日            | MTV           | 《我愛偶像》                       | 姜成勳                                  | 韓國花美男始祖 姜成勳個唱專訪                          |
| 2018年9月6日             | Comedy TV     | 《宇宙的說往說來》                 | 張水院                                  | E05                                                    |
| 2018年9月8日             | MBC           | 《意外的Q》                        | 張水院                                  | E18 表情符號運動會                                     |
| 2018年10月6日            | GS SHOP LIVE  | 《SHOW ME THE TREND》              | 殷志源、金在德、張水院                  |                                                        |
| 2018年11月14日           | MBC every1    | 《大韓外國人》                     | 張水院                                  | E05                                                    |
| 2019年4月4日             | Channel A     | 《相信我跟我來，都市漁夫》         | 殷志源、張水院                          | E83                                                    |
| 2019年4月14日            | Olive         | 《所有人的廚房》                   | 殷志源                                  | E09 朋友啊，吃飯吧                                     |
| 2019年5月26日            | JTBC          | 《K-POP CHALLENGE <Stage K>》      | 張水院                                  | E07 K-Leaders特輯（Dream Star）                        |
| 2019年5月27日－6月3日    | JTBC          | 《拜託了冰箱》                     | 高志鎔                                  | E228－E229 家庭月特輯第5、6彈——浪漫醫生夫婦            |
| 2019年6月8日             | tvN           | 《驚人的星期六》                   | 殷志源                                  | E62 驚六供餐王                                         |
| 2019年6月12日            | MBC           | 《黃金漁場 Radio Star》            | 殷志源                                  | E621 見面就是好朋友特輯                                |
| 2019年6月15日            | MBN           | 《訓MAN正音》                      | 張水院                                  | E08 訓MAN們的特級至親特輯                              |
| 2019年7月6日             | tvN           | 《驚人的星期六》                   | 張水院                                  | E66 1999夢想演唱會                                     |
| 2019年7月9日             | JTBC          | 《Idol Room》                      | 殷志源、張水院                          | E58                                                    |
| 2019年7月20日－7月27日   | tvN           | 《傻瓜們的監獄生活》               | 張水院                                  | E19－E20                                               |
| 2019年8月16日            | JTBC2         | 《惡評之夜》                       | 張水院                                  | E09                                                    |
| 2019年8月20日            | MBC every1    | 《Video Star》                     | 金在德、張水院                          | E158 動搖的友情！商業至親特輯                          |
| 2019年8月29日            | Olive         | 《極限餐桌》                       | 高志鎔                                  | E01                                                    |
| 2020年1月30日            | KBS2          | 《Happy Together 4》               | 殷志源、李宰鎮、 金在德、張水院         | E68 只是工作的關係                                     |
| 2020年2月1日             | KBS2          | 《柳喜烈的寫生簿》                 | 殷志源、李宰鎮、 金在德、張水院         | E477                                                   |
| 2020年2月11日            | JTBC          | 《Idol Room》                      | 殷志源、李宰鎮、 金在德、張水院         | E87                                                    |
| 2020年2月15日－2月22日   | MBC           | 《全知干預視角》                   | 殷志源、張水院                          | E91－E92（演播室嘉賓及干預對象）                       |
| 2020年2月15日－2月22日   | MBC           | 《全知干預視角》                   | 李宰鎮、金在德                          | E91－E92（干預對象）                                   |
| 2020年2月19日            | MBC           | 《黃金漁場 Radio Star》            | 張水院                                  | E657 冰塊～叮！特輯                                    |
| 2020年2月24日            | SBS           | 《同床異夢2 - 你是我的命運》       | 張水院                                  | E134（僅於片段中出演）                                 |
| 2020年3月2日             | KBS2          | 《屋塔房的問題兒童們》             | 殷志源、張水院                          | E67                                                    |
| 2020年3月25日            | MBC every1    | 《大韓外國人》                     | 金在德                                  | E76 請回答1997特輯                                     |
| 2020年4月29日            | CJ O Shopping | 《農活Project》                    | 殷志源                                  |                                                        |
| 2020年5月17日            | JTBC          | 《和明星直接交易——流動市場》       | 高志鎔                                  | E14                                                    |
| 2020年10月3日            | MBC           | 《白Father便利店Dinner Show》      | 殷志源                                  | E01                                                    |
| 2020年10月13日           | MBC           | 《學習是什麼？》                   | 高志鎔                                  | E48                                                    |
| 2020年11月6日－11月13日  | tvN           | 《肩膀舞要跳到什麼時候啊》         | 殷志源                                  | E03－E04                                               |
| 2020年11月8日            | KBS2          | 《超人回來了》                     | 高志鎔                                  | E355                                                   |
| 2020年12月11日           | TV朝鮮        | 《我們離婚了》                     | 張水院                                  | E04（演播室來賓）                                      |
| 2020年12月26日           | MBC           | 《白Father：不要停止料理》         | 殷志源                                  | E26                                                    |

| 播出日期                 | 頻道       | 節目名稱                   | 出演成員                        | 備註                        |
| 2021年1月1日－1月8日     | JTBC       | 《感性露營》               | 殷志源                          | E11－E12                    |
| 2021年1月8日             | tvN        | 《肩膀舞要跳到什麼時候啊》 | 殷志源                          | E10                         |
| 2021年2月12日            | KBS2       | 《柳喜烈的寫生簿》         | 殷志源、李宰鎮、 金在德、張水院 | E527 春節特輯               |
| 2021年2月15日            | tvN        | 《新穎的整理》             | 高志鎔                          | E31                         |
| 2021年3月9日             | MBC every1 | 《Video Star》             | 殷志源、張水院                  | E239 G源聚G特輯 Y so Genius |
| 2021年8月28日            | MBC        | 《全知干預視角》           | 張水院                          | E167（僅於干預片段出演）    |
| 2021年11月12日－11月19日 | tvN        | 《運動天才安宰賢》         | 殷志源                          | E06－E07                    |
| 2022年1月23日            | SBS        | 《家師父一體》             | 殷志源                          | E205                        |
| 2022年1月29日            | Mnet、tvN  | 《看見你的聲音9》          | 殷志源、張水院                  | E01（邀請明星）             |
| 2022年3月1日             | tvN        | 《赤裸的世界史》           | 張水院                          | E36                         |
| 2022年3月6日             | SBS        | 《家師父一體》             | 殷志源                          | E210                        |
| 2022年4月16日            | tvN        | 《驚人的星期六》           | 殷志源                          | E208                        |
| 2022年5月2日             | TV朝鮮     | 《迎春花學堂》             | 張水院                          | E13                         |
| 2022年5月25日            | KBS1       | 《打工達人的誕生》         | 李宰鎮                          | E22                         |

## 網絡節目

### 成員官方頻道
| 建立日期       | 頻道名稱                                       | 相關成員                                |
| 2016年8月12日  | YouTube上的SECHSKIES頻道                       | 殷志源、李宰鎮、金在德、 姜成勳、張水院 |
| 2016年8月16日  | V LIVE上的SECHSKIES頻道 （页面存档备份，存于） | 殷志源、李宰鎮、金在德、 姜成勳、張水院 |
| 2018年11月20日 | YouTube上的G-ZONE 遊戲殷志源頻道               | 殷志源                                  |
| 2020年4月6日   | YouTube上的JAEJU FILM頻道                      | 李宰鎮                                  |

### 主持
| 播出日期               | 頻道                                                                                            | 節目名稱                         | 出演成員 | 備註     |
| 2016年5月22日－8月14日 | Naver TV上的Plan Man頻道 （页面存档备份，存于） YouTube上的TRENDY TV頻道                        | 《Plan Man》                     | 殷志源   | E01－E12 |
| 2017年3月13日－3月31日 | Naver TV上的joLjamTV頻道 （页面存档备份，存于）、 V LIVE上的joLjamTV頻道 （页面存档备份，存于） | 《Plan Man New Beginning》       | 殷志源   | E01－E15 |
| 2017年4月24日－5月12日 | Naver TV上的joLjamTV頻道 （页面存档备份，存于）、 V LIVE上的joLjamTV頻道 （页面存档备份，存于） | 《Plan Man New Beginning》       | 殷志源   | E01－E15 |
| 2017年7月31日－8月24日 | Naver TV上的joLjamTV頻道 （页面存档备份，存于）、 V LIVE上的joLjamTV頻道 （页面存档备份，存于） | 《Plan Man New Beginning》       | 殷志源   | E01－E18 |
| 2018年2月26日－3月20日 | Naver TV上的joLjamTV頻道 （页面存档备份，存于）、 V LIVE上的joLjamTV頻道 （页面存档备份，存于） | 《Plan Man X 行李男 The Hybrid》 | 殷志源   | E01－E17 |
| 2020年3月24日－6月2日  | YouTube上的studio lululala頻道                                                                  | 《訪問銷售團》                   | 張水院   | E01－E10 |

| 播出日期                     | 頻道                         | 節目名稱                   | 出演成員 | 備註     |
| 2022年7月26日－10月4日       | YouTube上的Entero頻道        | 《Entero》                 | 張水院   | E00－E09 |
| 2022年8月26日－2023年1月13日 | YouTube上的Channel十五夜頻道 | 《看我的肩膀，都要脫臼了》 | 殷志源   | E00－E13 |

### 固定出演
| 播出日期                 | 頻道                                                                                            | 節目名稱                   | 出演成員 | 備註     |
| 2016年4月19日－6月14日   | Naver TV上的新西遊記2頻道 （页面存档备份，存于）                                                | 《新西遊記2》              | 殷志源   | E01－E50 |
| 2016年11月16日－12月14日 | oksusu                                                                                          | 《玉米粒五兄弟》           | 張水院   | E22－E36 |
| 2017年4月24日－5月12日   | Naver TV上的joLjamTV頻道 （页面存档备份，存于）、 V LIVE上的joLjamTV頻道 （页面存档备份，存于） | 《Plan Man New Beginning》 | 張水院   | E01－E15 |
| 2017年7月31日－8月24日   | Naver TV上的joLjamTV頻道 （页面存档备份，存于）、 V LIVE上的joLjamTV頻道 （页面存档备份，存于） | 《Plan Man New Beginning》 | 張水院   | E01－E18 |
| 2019年9月18日－11月22日  | YouTube上的Channel十五夜頻道                                                                    | 《去冰島的三餐》           | 殷志源   | E00－E10 |

| 播出日期                 | 頻道                         | 節目名稱                      | 出演成員 | 備註     |
| 2021年5月7日－7月2日     | TVING                        | 《春季露營》                  | 殷志源   | E01－E16 |
| 2021年8月20日－9月17日   | YouTube上的Channel十五夜頻道 | 《宋旻浩的丟失》              | 殷志源   | E01－E05 |
| 2021年11月20日－12月11日 | Netflix                      | 《New World: 虛擬貨幣爭霸戰》 | 殷志源   | E01－E08 |
| 2023年1月20日            | Wavve                        | 《SCENE CATCHER'S》           | 殷志源   | E01      |

### 嘉賓出演
| 播出日期       | 頻道                                                                       | 節目名稱                   | 節目標題／集數                                                                                              | 出演成員                                | 官方影片               |
| 2017年1月16日  | Naver TV上的Plan Girl頻道 （页面存档备份，存于）、 YouTube上的tag TV頻道   | 《Plan Girl》              | Plan Girl的出擊                                                                                             | 殷志源                                  | （页面存档备份，存于） |
| 2017年1月17日  | Naver TV上的Plan Girl頻道 （页面存档备份，存于）、 YouTube上的tag TV頻道   | 《Plan Girl》              | Plan Girl開始營業! 勤勞的電話號碼簿                                                                         | 殷志源                                  | （页面存档备份，存于） |
| 2017年1月18日  | Naver TV上的Plan Girl頻道 （页面存档备份，存于）、 YouTube上的tag TV頻道   | 《Plan Girl》              | Plan Girl的定式(with 殷志源)                                                                                | 殷志源                                  | （页面存档备份，存于） |
| 2017年5月28日  | Daum tvPot                                                                 | 《My Little Television》   | E50 | 殷志源、李宰鎮、金在德、 姜成勳、張水院 |                        |
| 2017年10月17日 | 搜狐視頻                                                                   | 《搜狐視頻娛樂播報》       | 女團舞撒嬌卡通自拍 沒錯！是你認識的水晶男孩                                                                 | 殷志源、李宰鎮、金在德、 姜成勳、張水院 |                        |
| 2017年11月3日  | 愛奇藝                                                                     | 《娛樂大事件》             | 獨家專訪水晶男孩:成員爆笑互懟 黑歷史大公開                                                                  | 殷志源、李宰鎮、金在德、 姜成勳、張水院 |                        |
| 2018年3月8日   | YouTube上的YG KRUNK頻道                                                    | 《KRUNK INSIDE》           | [KRUNK INSIDE] w/ 水晶男孩隊長'殷志源' Ep.01                                                                | 殷志源                                  | （页面存档备份，存于） |
| 2018年3月16日  | YouTube上的YG KRUNK頻道                                                    | 《KRUNK INSIDE》           | [KRUNK INSIDE] w/ 水晶男孩隊長'殷志源' Ep.02                                                                | 殷志源                                  | （页面存档备份，存于） |
| 2018年3月20日  | YouTube上的DARA TV頻道                                                     | 《DARA TV》                | 與殷志源哥哥的撲通撲通STAR DATE!! DATING WITH MY IDOL!!                                                     | 殷志源                                  | （页面存档备份，存于） |
| 2018年10月1日  | YouTube上的YG KRUNK頻道                                                    | 《KRUNK INSIDE》           | [KRUNK INSIDE] w/ 水晶男孩張水院、金在德 Ep.01                                                              | 金在德、張水院                          | （页面存档备份，存于） |
| 2018年10月10日 | YouTube上的YG KRUNK頻道                                                    | 《KRUNK INSIDE》           | [KRUNK INSIDE] w/ 水晶男孩張水院、金在德 Ep.02                                                              | 金在德、張水院                          | （页面存档备份，存于） |
| 2019年5月22日  | YouTube上的SMCCCLAB頻道                                                    | 《TL:Talk Live》           | ★EP.01 特輯★ 在獨木酒桌上見面的世紀末競爭對手😎 人氣偶像水晶男孩及男子雙人組合J-Walk'金在德'&'張水院'出動   | 金在德、張水院                          | （页面存档备份，存于） |
| 2019年7月10日  | Naver TV上的怪異約會頻道 （页面存档备份，存于）、 YouTube上的tvN D ENT頻道 | 《怪異約會》               | 怪約愛好者張水院的性感帶是冷落？EP.14                                                                       | 張水院                                  | （页面存档备份，存于） |
| 2019年8月8日   | V LIVE上的體育朝鮮頻道 （页面存档备份，存于）                              | 《STAR GARDEN》            | [STAR GARDEN 1] 殷志源把種樹搞砸了?!                                                                        | 殷志源                                  | （页面存档备份，存于） |
| 2019年8月13日  | V LIVE上的體育朝鮮頻道 （页面存档备份，存于）                              | 《STAR GARDEN》            | [STAR GARDEN 2] 來看殷初丁種樹吧~                                                                           | 殷志源                                  |                        |
| 2019年8月15日  | V LIVE上的體育朝鮮頻道 （页面存档备份，存于）                              | 《STAR GARDEN》            | [STAR GARDEN 花絮] 在拍攝中讓殷志源生氣的是？                                                               | 殷志源                                  |                        |
| 2019年8月21日  | Naver TV上的怪異約會頻道 （页面存档备份，存于）、 YouTube上的tvN D ENT頻道 | 《怪異約會》               | 比未入學兒童更難進行的怪朋介特輯(feat. 亂七八糟) EP.20                                                      | 張水院                                  | （页面存档备份，存于） |
| 2019年10月16日 | YouTube上的腦fficial頻道                                                   | 《腦fficial》              | 無邏輯CLASSICO! 擊敗首爾大學畢業生的殷志源 vs 新興強者金鍾旼                                                | 殷志源                                  | （页面存档备份，存于） |
| 2019年10月17日 | YouTube上的腦fficial頻道                                                   | 《腦fficial》              | 結合根據和確信的無邏輯霸氣殷志源，與金鍾旼賭上出演費                                                        | 殷志源                                  | （页面存档备份，存于） |
| 2020年1月31日  | Kakao TV上的演藝Pick頻道                                                   | 《Ok-Hee's Interview》     | 充滿濃密音符的他們毫無顧忌的採訪_水晶男孩篇                                                                 | 殷志源、李宰鎮、 金在德、張水院         | （页面存档备份，存于） |
| 2020年2月7日   | YouTube上的Piki Pictures頻道                                               | 《媽媽睡著後》             | 由製作烤串變成放飛自我的水晶男孩                                                                            | 殷志源、李宰鎮、 金在德、張水院         | （页面存档备份，存于） |
| 2020年4月10日  | YouTube上的金九拉的布穀鳥高爾夫TV頻道                                      | 《金九拉的布穀鳥高爾夫TV》 | 現役偶像高爾夫球最強者登場?! 偶像高爾夫球高手隱藏的實力首次公開! EP5-1                                      | 張水院                                  | （页面存档备份，存于） |
| 2020年4月17日  | YouTube上的金九拉的布穀鳥高爾夫TV頻道                                      | 《金九拉的布穀鳥高爾夫TV》 | 有比百杆更少杆數的現役偶像嗎..?! 金九拉也嚇了一跳的張水院的長打實力(?)ㅋㅋ EP5-2                            | 張水院                                  |                        |
| 2020年4月24日  | YouTube上的金九拉的布穀鳥高爾夫TV頻道                                      | 《金九拉的布穀鳥高爾夫TV》 | 🔥注意血壓🔥球齡30年的高爾夫球選手也陷入了地獄...歷代級難易度路線?!🏌️‍♂️金九拉和張水院真的能逃出地獄嗎?? EP5-3 | 張水院                                  |                        |
| 2020年5月1日   | YouTube上的金九拉的布穀鳥高爾夫TV頻道                                      | 《金九拉的布穀鳥高爾夫TV》 | 飛行距離爲130m的朴社長成功'Birdie'了?! 金九拉也嚇了一跳的百杆朴社長的復活ㅋㅋㅋ EP5-4                       | 張水院                                  | （页面存档备份，存于） |
| 2020年7月23日  | YouTube上的G-ZONE 遊戲殷志源頻道                                           | 《遊戲殷志源》             | 讓遊戲自負心兄弟也合作的「風之王國：燕」 挑戰RAID！啊...沒有去商店呢... EP.10                               | 金在德                                  | （页面存档备份，存于） |
| 2020年7月28日  | YouTube上的G-ZONE 遊戲殷志源頻道                                           | 《遊戲殷志源》             | [FULL ver.] 遊戲殷志源 風之王國：燕 完整版直播影片                                                          | 金在德                                  | （页面存档备份，存于） |
| 2020年8月5日   | YouTube上的CELEBe頻道                                                      | 《CELEBe TV》              | ★水晶男孩張水院採訪★ 哥哥....我愛你..........                                                               | 張水院                                  |                        |
| 2020年11月6日  | YouTube上的金九拉的布穀鳥高爾夫TV頻道                                      | 《金九拉的布穀鳥高爾夫TV》 | 興國臣、張水院、金旻鍾、金鍾旼組合?! 這個忍無可忍ㅋㅋㅋ 敗者復活的布穀鳥月例會正式開幕 ep13-1               | 張水院                                  | （页面存档备份，存于） |
| 2020年11月6日  | YouTube上的Channel十五夜頻道                                               | 《肩膀舞要跳到什麼時候啊》 | ep.3-1 請給一杯酒吧~十五夜組合！去麻浦的肩膀舞三餐！                                                        | 殷志源                                  | （页面存档备份，存于） |
| 2020年11月6日  | YouTube上的Channel十五夜頻道                                               | 《肩膀舞要跳到什麼時候啊》 | ep.3-2 滿足殷初丁口味的最佳下酒菜是？！                                                                     | 殷志源                                  | （页面存档备份，存于） |
| 2020年11月13日 | YouTube上的金九拉的布穀鳥高爾夫TV頻道                                      | 《金九拉的布穀鳥高爾夫TV》 | 賭上自尊心吧ㅋㅋ 宿命的競爭正式開始，名譽歸誰的懷抱呢？ep13-2                                               | 張水院                                  | （页面存档备份，存于） |
| 2020年11月13日 | YouTube上的Channel十五夜頻道                                               | 《肩膀舞要跳到什麼時候啊》 | ep.4-1 不知道爲什麼一喝酒就吵架，但是肩膀舞要跳到什麼時候啊                                                 | 殷志源                                  | （页面存档备份，存于） |
| 2020年11月13日 | YouTube上的Channel十五夜頻道                                               | 《肩膀舞要跳到什麼時候啊》 | ep.4-2 風流醉了的人們) 說了的話又再說 真摯地說沒有什麼特別的事                                              | 殷志源                                  | （页面存档备份，存于） |

| 播出日期       | 頻道                                         | 節目名稱                   | 節目標題／集數                                                                                      | 出演成員       | 官方影片               |
| 2021年1月8日   | YouTube上的Channel十五夜頻道                 | 《肩膀舞要跳到什麼時候啊》 | ep.10-2 2020十五夜大獎｜過去一年十五夜裏最耀眼的人是,,,嘟咕嘟咕嘟咕                                 | 殷志源         | （页面存档备份，存于） |
| 2021年2月26日  | YouTube上的TREASURE頻道                      | 《TREASURE MAP》           | ［TREASURE MAP］EP.35 🎬 TREASURE網劇主角試鏡 🎬 (注意不是搞笑藝人選秀)                             | 殷志源、張水院 | （页面存档备份，存于） |
| 2021年7月9日   | YouTube上的Channel十五夜頻道                 | 《宋旻浩的Pilot》          | ep.丟失｜我的名字是宋旻浩，是一名偵探 (with 殷助手)                                                 | 殷志源         | （页面存档备份，存于） |
| 2021年7月16日  | YouTube上的Channel十五夜頻道                 | 《宋旻浩的Pilot》          | ep.丟失2｜本來有的..又消失了..抓住了 你這傢伙! 犯人就是你!                                          | 殷志源         | （页面存档备份，存于） |
| 2021年7月18日  | Kakao TV上的Musun 129頻道                    | 《Musun 129》              | 17集. LEGO Hi~Hi~🙋🏻‍♂️ 橫掃樂高樂園 Let's Go!                                                          | 殷志源         | （页面存档备份，存于） |
| 2021年7月22日  | Kakao TV上的Musun 129頻道                    | 《Musun 129》              | 18集. 樂高 VS 姜鎬童，不能失去樂高 絕對守護🔥                                                       | 殷志源         | （页面存档备份，存于） |
| 2021年10月3日  | Kakao TV上的Musun 129頻道                    | 《Musun 129》              | 37集. ●▅▇█▇▆▅▄▇ 睡在ACE牀上💤                                                                       | 殷志源         | （页面存档备份，存于） |
| 2021年10月7日  | Kakao TV上的Musun 129頻道                    | 《Musun 129》              | 38集. I'm on the ne~xt level~ 守護絕對的牀,, ACE牀具 VS 姜鎬童!                                     | 殷志源         | （页面存档备份，存于） |
| 2021年11月12日 | YouTube上的Channel十五夜頻道                 | 《運動天才安宰賢》         | 💪ep.6-1｜看過新西遊記的人無法相信的奇蹟影像🏓                                                      | 殷志源         | （页面存档备份，存于） |
| 2021年11月12日 | YouTube上的Channel十五夜頻道                 | 《運動天才安宰賢》         | 💪ep.6-2｜三名前乒乓球傻瓜的火花四濺的乒乓球Small Blockbuster🏓💥                                   | 殷志源         | （页面存档备份，存于） |
| 2021年11月19日 | YouTube上的Channel十五夜頻道                 | 《運動天才安宰賢》         | 💪ep.7-1｜乒乓球國家代表們遇到訓民正音乒乓球時發生的事情                                            | 殷志源         | （页面存档备份，存于） |
| 2021年11月19日 | YouTube上的Channel十五夜頻道                 | 《運動天才安宰賢》         | 💪ep.7-2｜明明有分數的.. 沒有了.. 因為訓民正音乒乓球的辣味而精神恍惚的國家代表們                    | 殷志源         | （页面存档备份，存于） |
| 2022年1月28日  | YouTube上的tvN D ENT頻道                     | 《真露商談4》              | EP.2-1 真露面前沒有哥哥和弟弟! 趣味爆發的#殷志源 #iKON振煥&東赫                                     | 殷志源         | （页面存档备份，存于） |
| 2022年1月29日  | YouTube上的tvN D ENT頻道                     | 《真露商談4》              | EP.2-2 新舊偶像的相遇! 引發群唱的真露練歌房OPEN🤸 #殷志源 #iKON振煥&東赫                            | 殷志源         | （页面存档备份，存于） |
| 2022年2月25日  | YouTube上的Channel十五夜頻道                 | 《出差十五夜2》            | ep. 7-1｜給有緊張感的綜藝界帶來鬆散感的YG綜藝怪物們的登場                                           | 殷志源         | （页面存档备份，存于） |
| 2022年2月25日  | YouTube上的Channel十五夜頻道                 | 《出差十五夜2》            | ep. 7-2｜十五夜遊戲研究所新遊戲上市!                                                                | 殷志源         | （页面存档备份，存于） |
| 2022年3月4日   | YouTube上的Channel十五夜頻道                 | 《出差十五夜2》            | ep. 8-1｜人物問答首次發生代打OO事件..!                                                              | 殷志源         | （页面存档备份，存于） |
| 2022年3月4日   | YouTube上的Channel十五夜頻道                 | 《出差十五夜2》            | ep. 8-2｜比起問題，舞蹈更重要的… 有點奇怪的YG音樂問答現場                                           | 殷志源         | （页面存档备份，存于） |
| 2022年4月15日  | TVING                                        | 《首爾Check In》           | E02                                                                                                 | 殷志源         |                        |
| 2022年4月22日  | TVING                                        | 《首爾Check In》           | E03                                                                                                 | 殷志源         |                        |
| 2022年6月16日  | YouTube上的STUDIO HOOK頻道                   | 《街頭酒霸王2》            | 為什麼？以為我們是沒有製作費，連水晶男孩的出演費也給不了的人嗎？#街頭酒霸王2 第1集                  | 殷志源、張水院 | （页面存档备份，存于） |
| 2022年6月23日  | YouTube上的STUDIO HOOK頻道                   | 《街頭酒霸王2》            | 誰最近邊喝酒邊燃起酒負心？希澈&Sechky：大家好，我們是'誰' #街頭酒霸王2 第2集                        | 殷志源、張水院 | （页面存档备份，存于） |
| 2022年10月13日 | YouTube上的14F頻道                           | 《世市研究所》             | ‘偶像們的綜藝教科書’ 殷志源訴說那個時期相親節目的故事 / 14F                                         | 殷志源         | （页面存档备份，存于） |
| 2022年12月25日 | YouTube上的施彥School （页面存档备份，存于） | 《施彥School》             | 很想念.. 請回答1997 10年後同學聚會!! 突顯真朋友默契的充滿toRl的對話(+評論活動)［施彥School EP. 17］ | 殷志源         | （页面存档备份，存于） |

## 電視／網絡劇
| 播出日期       | 頻道    | 劇名                     | 出演成員 | 演出角色   | 性質             |
| 2016年10月28日 | JTBC    | 《老婆這週要出牆》       | 殷志源   | 抓玩偶達人 | 客串（E01）      |
| 2018年10月5日  | Netflix | 《YG戰略資料室》         | 李宰鎮   | 李宰鎮     | 男配角           |
| 2018年10月5日  | Netflix | 《YG戰略資料室》         | 張水院   | 張水院     | 客串（E06、E08） |
| 2019年9月16日  | JTBC    | 《花黨：朝鮮婚姻介紹所》 | 張水院   | 章潾晟     | 客串（E01）      |
| 2020年3月26日  | tvN     | 《機智醫生生活》         | 殷志源   | 殷志源     | 聲音出演（E03）  |

## 紀錄片
| 上映日期      | 紀錄片名稱                  | 製作公司 |
| 2018年1月18日 | 《SECHSKIES Eighteen》      | YG娛樂   |
| 2019年8月16日 | 《SECHSKIES'S HOUSE, 2019》 | YG娛樂   |

## 電影
| 上映日期      | 電影名稱      | 出演成員 | 演出角色 | 性質       |
| 1998年7月17日 | 《Seventeen》 | 姜成勳   | 尚祿     | 第一男主角 |
| 1998年7月17日 | 《Seventeen》 | 殷志源   | 俊泰     | 第二男主角 |
| 1998年7月17日 | 《Seventeen》 | 金在德   | 鐘秀     | 男配角     |
| 1998年7月17日 | 《Seventeen》 | 高志鎔   | 大坤     | 男配角     |
| 1998年7月17日 | 《Seventeen》 | 李宰鎮   | 赫       | 男配角     |
| 1998年7月17日 | 《Seventeen》 | 張水院   | 韓奇     | 男配角     |

## 廣播電台

### 主持
| 播出日期                      | 頻道         | 節目名稱                                          | 出演成員                                |
| 1999年10月18日－2000年4月16日 | MBC Radio    | 《Sechky的FM Plus》                               | 全員                                    |
| 2017年5月11日－5月18日        | Melon Radio  | 《Melon Radio Star DJ － SECHSKIES的Disk Sechky》 | 殷志源、李宰鎮、金在德、 姜成勳、張水院 |
| 2018年6月25日                 | SBS Power FM | 《兩點逃脫 Cultwo Show》                          | 殷志源（Special DJ）                    |
| 2018年8月10日                 | MBC FM4U     | 《正午的希望曲金信英》                            | 姜成勳（Special DJ）                    |
| 2019年7月10日                 | SBS Power FM | 《兩點逃脫 Cultwo Show》                          | 殷志源（Special DJ）                    |

### 嘉賓出演
| 播出日期      | 頻道         | 節目名稱                     | 出演成員 |
| 1997年11月9日 | KBS第2FM     | 《徐世源的歌謠散步》         | 全員     |
| 1998年1月5日  | SBS Power FM | 《李志勳的Young Street》     | 全員     |
| 1998年7月28日 | KBS第2FM     | 《李本・李朱諾的朋友我愛你》 | 全員     |
| 1999年8月29日 | MBC標準FM    | 《李輝宰的閃耀星夜》         | 全員     |

| 播出日期       | 頻道         | 節目名稱                       | 出演成員                                |
| 2016年5月16日  | SBS Love FM  | 《金昌烈的Old School》         | 姜成勳                                  |
| 2016年5月25日  | SBS Love FM  | 《尹亨賓楊世亨的Two Men Show》 | 金在德                                  |
| 2016年5月30日  | SBS Power FM | 《素賢的Love Game》            | 姜成勳                                  |
| 2016年5月30日  | KBS第2FM     | 《趙胤熙的提高音量》           | 金在德                                  |
| 2017年5月1日   | SBS Power FM | 《兩點逃脫 Cultwo Show》       | 殷志源、李宰鎮、金在德、 姜成勳、張水院 |
| 2017年5月4日   | MBC標準FM    | 《Kangta的閃耀星夜》           | 殷志源、李宰鎮、金在德、 姜成勳、張水院 |
| 2017年5月9日   | SBS Power FM | 《崔化精的Power Time》         | 李宰鎮、金在德、 姜成勳、張水院         |
| 2017年5月10日  | MBC FM4U     | 《正午的希望曲金信英》         | 李宰鎮、金在德、 姜成勳、張水院         |
| 2017年5月17日  | MBC FM4U     | 《鄭柔美的FM Date》            | 殷志源、李宰鎮、金在德、 姜成勳、張水院 |
| 2017年5月19日  | SBS Power FM | 《素賢的Love Game》            | 李宰鎮、金在德、 姜成勳、張水院         |
| 2017年5月22日  | KBS Cool FM  | 《李秀智的歌謠廣場》           | 殷志源、李宰鎮、金在德、 姜成勳、張水院 |
| 2017年5月25日  | MBC FM4U     | 《Mithra的夜間營業》           | 殷志源                                  |
| 2017年6月6日   | MBC標準FM    | 《Wonderful Radio 金泰源》     | 殷志源                                  |
| 2017年7月9日   | KBS Cool FM  | 《李秀智的歌謠廣場》           | 金在德                                  |
| 2017年8月26日  | CROSS FM     | 《K-story》                    | 殷志源、李宰鎮、金在德、 姜成勳、張水院 |
| 2017年9月1日   | InterFM      | 《Refill Korea!》              | 殷志源、李宰鎮、金在德、 姜成勳、張水院 |
| 2017年9月27日  | SBS Power FM | 《崔化精的Power Time》         | 殷志源、李宰鎮、金在德、 姜成勳、張水院 |
| 2017年10月12日 | SBS Power FM | 《李菊主的Young Street》       | 殷志源、李宰鎮、金在德、 姜成勳、張水院 |
| 2018年3月16日  | KBS Happy FM | 《每天和你 崔秀宗》            | 高志鎔                                  |
| 2018年5月24日  | KBS Cool FM  | 《文熙俊的Music Show》         | 殷志源                                  |
| 2018年6月26日  | SBS Power FM | 《素賢的Love Game》            | 姜成勳                                  |
| 2019年7月5日   | MBC FM4U     | 《正午的希望曲金信英》         | 殷志源                                  |
| 2019年7月9日   | MBC FM4U     | 《2點的約會池錫辰》            | 殷志源                                  |
| 2019年7月11日  | KBS Cool FM  | 《尹正秀 南昶熙的Mr Radio》    | 殷志源                                  |
| 2019年12月10日 | KBS Cool FM  | 《尹正秀 南昶熙的Mr Radio》    | 張水院                                  |
| 2020年1月28日  | NAVER NOW    | 《5時55分》                    | 殷志源、李宰鎮、 金在德、張水院         |
| 2020年2月3日   | SBS Power FM | 《兩點逃脫 Cultwo Show》       | 殷志源、李宰鎮、 金在德、張水院         |
| 2020年2月3日   | MBC標準FM    | 《燦多的閃耀星夜》             | 李宰鎮、金在德、張水院                  |
| 2020年2月5日   | KBS Cool FM  | 《姜漢娜的提高音量》           | 殷志源、李宰鎮、 金在德、張水院         |
| 2020年2月6日   | KBS Cool FM  | 《文熙俊的Music Show》         | 殷志源、李宰鎮、 金在德、張水院         |
| 2020年2月6日   | MBC標準FM    | 《IDOL RADIO》                 | 殷志源、李宰鎮、 金在德、張水院         |
| 2020年2月10日  | MBC FM4U     | 《正午的希望曲金信英》         | 殷志源、李宰鎮、 金在德、張水院         |
| 2020年2月14日  | KBS Cool FM  | 《鄭恩地的歌謠廣場》           | 殷志源、李宰鎮、 金在德、張水院         |
| 2020年2月17日  | MBC FM4U     | 《Good Morning FM張聖圭》      | 金在德、張水院                          |
| 2020年2月27日  | SBS Power FM | 《Boom Boom Power》            | 金在德、張水院                          |

| 播出日期       | 頻道      | 節目名稱                 | 出演成員                        |
| 2021年2月10日  | MBC標準FM | 《金伊娜的閃耀星夜》     | 殷志源、李宰鎮、 金在德、張水院 |
| 2021年2月17日  | NAVER NOW | 《Brrrr Friends》        | 殷志源                          |
| 2022年10月18日 | MBC FM4U  | 《2點的約會Muzie安英美》 | 張水院                          |

## 外部連結
- 水晶男孩韓國官方網站（英文）（简体中文）（日語）
- 水晶男孩日本官方網站（日語）